# Khanh Hoa
Khanh Hoa (vietnamita: Khánh Hòa) é uma província do Vietnã.
Possui em seu território o Aeroporto Internacional Cam Ranh com uma capacidade anual de 1 000 000 de passageiros, mas está atualmente com a metade deste movimento.